# Georges Capgras
Pour les articles homonymes, voir Capgras.

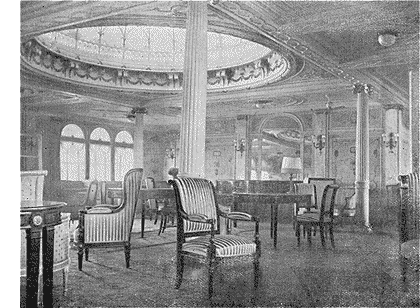
Salon de musique du Gallia en 1913.

Georges Capgras, né à Joinville-le-Pont le 16 mai 1866 et mort à Paris le 5 août 1947, est un peintre français. 

## Biographie
Élève de Georges Callot, William Bouguereau, Gustave Moreau et Émile Charles Dameron, il expose dès 1899 au Salon des artistes français, au Musée du Luxembourg comme peintre aux armées en 1918, à la Galerie Allard (1920) et à la Galerie Georges Petit (1925) ainsi qu'entre autres, à São Paulo (1897), Tokyo ou Copenhague. 
Ses œuvres sont conservées au Musée des beaux-arts de San Francisco, au Musée de l'Armée, au Musée des beaux-arts de Dijon ainsi qu'à l'Hôtel de ville de Paris. 
On lui doit aussi la décoration de la chambre à coucher royale, les plafonds et des panneaux du palais d'Abedin pour le roi Fouad Ier ainsi que la décoration du salon de musique du paquebot Gallia.  

## Œuvres
Œuvres citées dans Le Joseph :
- On ne meurt pas (triptyque spirite)
- Running away (San Francisco)
- Invasion en terre celtique
- C'est l’angélus (tableau spiritualiste)[3]
- Le Pardon au clair de lune
- Terre d'Alsace (triptyque)
- Vie paisible

## Distinction
- Chevalier de la Légion d'honneur (9 avril 1925)